# 경점법
경점법(更點法)은 전근대 동양에서 일몰에서 일출까지 밤시간을 다섯 등분해서 일경(초경)-오경을 나누고, 각각의 경을 다서 다섯 등분해서 일점-오점으로 나누어 총 5경 25점으로 나눈 시각법이다. 계절에 따라 밤의 길이와 일몰/일출 시간이 변동하는 부정시법이기 때문에 경과 점의 정확한 위치와 길이는 매일 달라진다.